# Cyril Tommasone
Cyril Tommasone (* 4. Juli 1987 in Villeurbanne) ist ein französischer Kunstturner. Sein bisher größter Erfolg ist der Gewinn der Silbermedaille bei den Turn-Weltmeisterschaften 2011 in Tokio am Seitpferd.